# ガボシュ・ガボール
ガボシュ・ガーボル（Gabos Gábor、1930年1月4日 - 2014年4月27日）は、ハンガリーのピアニスト。
ガボシュは、1948年にブダペストのリスト・フェレンツ音楽大学に入学し、ヘルナーディ・ラホスに師事した。1952年に同大学を卒業し、同年にブダペストでデビューした。以降、数多くの音楽コンクールなどで多数の賞を獲得し、1955年にはパリのマルグリット・ロン・コンクールで3位となり、1960年にはブリュッセルのエリザベート王妃国際コンクールで5位、1961年にはブダペストの国際リスト/バルトーク・ベーラ・コンクールで優勝した。ヴィルトゥオーソとしてのガボシュは、ハンガリー国内外（イタリア、ソビエト連邦、スウェーデン、スイス、ギリシャ、ドイツ、南アフリカ共和国、日本など）のコンサート活動で人気を博した。ガボシュは、バルトーク・ベーラ、ブラームス、ベートーヴェン、ショパン、ハイドン、リスト、シューベルトの作曲作品を得意のレパートリーとしていた。ガボシュは、リスト・フェレンツ賞、および、ハンガリー優秀芸術家賞を受賞している。
ガボシュは、やはりピアニストである妻インゲボルグ (Ingeborg) と1951年に結婚し、息子ひとり、娘ひとりをもうけた。

## スタイル
1969年の東京での公演を聴いた作曲家の諸井誠は、ガボシュのステージ上での振る舞いについて、「朴とつな歩み、稚気あふれる大真面目な最敬礼。ガボシュは、兵士のような挙動と農民的不器用さで、思わす私たちのほほえみを誘った」とした上で、その演奏について「当世風の技巧的完ぺき主義とか、都会風の洗練の病的魅力などとは無関係のおおらかで素朴で健康的なガボシュの音楽」と評している。